# Pinguim-das-galápagos
O pinguim-das-galápagos (Spheniscus mendiculus) é uma ave da ordem Sphenisciformes (pinguins), nativa do Arquipélago de Galápagos. Esta espécie de pinguim é, endemicamente, a mais setentrional de todas, vivendo junto à Linha do Equador. Desse modo, esta é a única espécie de pinguins que pode ser encontrada no hemisfério norte.
Este pinguim tem 50 centímetros de altura e 2 quilos de peso. Suas asas medem 23 centímetros. Seu corpo é preto e branco com nuances azuladas. O bico é curto, curvado na ponta.
São monogâmicos e permanecem com o mesmo parceiro toda a vida. As posturas resultam em dois ovos, que são incubados alternadamente pelo macho e fêmea. O ninho e as crias nunca são deixados ao abandono.Eles fazem os seus ninhos nas cavidades de rochas perto do mar.
A espécie encontra-se classificada como Em Perigo, com uma população de menos de 2 000 indivíduos. Estão ameaçados pela poluição dos mares, as capturas acidentais em redes de pesca e pelas mudanças climáticas globais que afetam seu habitat. Além disso, espécies introduzidas nas ilhas representam outros perigos como, por exemplo, cães que são portadores de doenças que podem se espalhar para os pinguins e gatos que se tornaram predadores. Ainda há os ventos fortes dos últimos El Niños que causaram mortalidade de 77% da população.